# Obtočno razmerje
Obtočno razmerje (ang. Bypass ratio - BPR) pri turboventilatorskem motorju (turbofanu) je razmerje med maso zraka, ki obide jedro motorja (hladni zrak) in maso zraka , ki vstopi v jedro motorja (vroči zrak). Npr. obtočno razmerje 10:1 pomeni, da za vsakih 10 kg zraka, ki jo ventilator potisne okrog jedra motorja, gre 1 kg skozi "vroči del" - kompresor, zgorevalna komora in turbina. 
Visokoobtočni turbofan ima manjšo porabo goriva kot nizkoobtočni turbofan ali pa turboreaktvni motor. Prav tako ima visokoobtočni motor precej nižji hrup zaradi manjših izhodnih hitrosti izpuha, deloma pa tudi ker hladni obtočni zrak obda "glasni" vroči izpuh. Zato se turbofani uporabljajo praktično za vsa nova potniška reaktivna letala in so skoraj poopolnoma nadomestili turboreaktivne motorje.
Visokoobtočni motorji imajo po navadi samo en velik ventilator, medtem ko imajo nizkoobtočni na lovskih letalih zaradi pomanjkanja prostora več manjših ventilatorjev (več stopenj). Zaradi majhnega obtočnega razmerja se za te motorje uporablja kdaj izraz "puščajoči" turboreaktivni motorji ("leaky turbojet"). Dodatno zgorevanje je možno samo na nizkoobtočnih motorjih. 

## Primeri obtočnih razmerij
| Motor                                     | Letalo                          | Obtočno razmerje |
| ----------------------------------------- | ------------------------------- | ---------------- |
| Rolls-Royce/Snecma Olympus 593 (turbojet) | Concorde                        | ?                |
| SNECMA M88                                | Rafale                          | 0,30:1           |
| General Electric F404                     | F/A-18, T-50, F-117, X-29, X-31 | 0,34:1           |
| Pratt & Whitney F100                      | F-16, F-15                      | 0,36:1           |
| Eurojet EJ200                             | Typhoon                         | 0,4:1            |
| Klimov RD-33                              | MiG-29, Il-102                  | 0,49:1           |
| Saturn AL-31                              | Su-27, Su-30, J-10              | 0,59:1           |
| Pratt & Whitney JT8D                      | DC-9, MD-80, 727, Boeing 737    | 0,96:1           |
| Kuznevov NK-321                           | Tu-160                          | 1,4:1            |
| Rolls-Royce Tay                           | Gulfstream IV, F70, F100        | 3,1:1            |
| PowerJet SaM146                           | Suhoj Superjet 100 SJ 100       | 4,43:1           |
| Pratt & Whitney PW2000                    | 757, C-17                       | 5,9:1            |
| Progress D-436                            | Jak-42, Be-200, An-148          | 6,2:1            |
| General Electric GEnx                     | 747, 787                        | 8,5:1            |
| Rolls-Royce Trent 900                     | A380                            | 8,7:1            |
| General Electric GE90                     | 777                             | 9:1              |
| Rolls-Royce Trent 1000                    | 787                             | 10:1             |
| Pratt & Whitney PW1000G                   | Bombardier CSeries              | 12:1             |